# ムサ・マナロフ

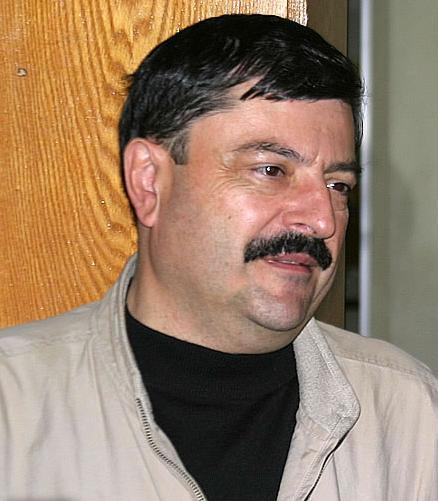
ムサ・マナロフ

ムサ・マナロフ（Musa Khiramanovich Manarov、アゼルバイジャン語:Musa Manarov、ロシア語:Муса Хираманович Манаров、1951年3月22日-）は、アゼルバイジャン・ソビエト社会主義共和国バクー出身の宇宙飛行士である。ソ連空軍で大佐を務め、1974年にモスクワ航空大学で工学の学位を取得した。マナロフは1978年12月1日に宇宙飛行士に選ばれた。現在は結婚しており、2人の子供がいる。
1987年12月21日から1988年12月21日まで、彼はソユーズTM-4のフライトエンジニアを務めた。期間は365日22時間38分にも及ぶ。1990年12月2日から1991年5月26日には、ソユーズTM-11のフライトエンジニアとして再び宇宙へ行った。期間は175日1時間50分であった。176日の滞在期間中、彼は地球を観測し、宇宙での製造の実験を行った。また20時間の宇宙遊泳も経験した。
マナロフは、宇宙滞在合計541日間という記録を持っている。